# Літочислення Арди
У цій статті перелічуються епохи Арди та події, що у них відбувались.

## Початок часів
Створення Еру Ілуватаром духів Айнурів. Спів Великої Музики і дисонанс внесений у нього Мелькором. Другий Спів Великої Музики в який Мелькор також намагався внести своє власне. Третій Спів, що також був спотворений Мелькором і гнів Еру. Айнури побачили у видінні майбутній світ та істот, що мали жити у ньому.
Еру промовив слово «Еа», що дало початок Світу. Частина айнурів приймає тілесну подобу і вступає у Кола Світу, інші — лишаються з Ілуватаром у Чертогах Безчасся.

## Валіанська епоха
Події подані у роках Епохи Дерев (1 рік = 9, 532 рокам Сонця). У Валіанську епоху земля була пустельна і ніхто її не населяв, крім айнурів, що розділились на Старших — Валар і Менших — Майар. Валар керували створенням землі, а Майар були їх помічниками.
1 — початок відліку Літочислення. Валар завершують роботу з формування Чертогів Еа. Варда створює перші зірки.
Перша війна Мелькора та інших Валар. Порушується світобудова: на місці морів Мелькор підіймає сушу, на рівнині створює гори, на місці озер і рік — болота.
1500 — в Арду приходить останній з Валар Тулкас.
Валар починають заново свою роботу, на свій догляд облаштовуючи землі й моря.

## Епоха Свічад
В цю епоху Середзем'я було осяяне світлом Великих Свічад Іллуіна та Ормала, а Валар оселились на острові Альмарен посеред Великого Озера. Пробудилися перші рослини і тварини — настала Перша Весна Арди. Напад Мелькора, що розбив Свічада і знищив Альмарен спричинив затьмарення континенту і кінець Першої Весни Арди. Валар відступають у землю Аман на заході, полишаючи Середзем'я, що було оповите темрявою.
1 — створення Великих Свічад для освітлення Арди: на півночі — Іллуін; на півдні — Ормал.
Посеред Арди Валар створили острів Альмарен і оселились там. Настала Перша Весна Арди: пробудились перші рослини і тварини.
Шпигуни Мелькора, найголовнішим з яких був великий коваль Майрон (згодом названий Сауроном) доповідають своєму володарю про втому Валар від інтенсивної роботи з облаштування Арди.
3400 — весілля Тулкаса і Несси. Мелькор таємно повертається з Еа разом зі своїми послідовниками і починає створення фортеці Утумно. Мелькор починає нівечити й отруювати землю і живих істот Арди. Валар дізнаються про Мелькора і починають пошуки його фортеці.
3450 — зруйнування Мелькором обох Великих Свічад, що призводить до загибелі острова Альмарен. Кінець Першої Весни Арди. Мелькор відступає в Утумно, поки Валар рятують все, що можуть, від катаклізму викликаного падінням Свічад. Валар створює новий дім у землі Аман огородженому для захисту гірським хребтом Пелори.
3600 — Яванна створює Дерева Валар.

## Епоха Дерев
У цю епоху країна Валінор, що розташувалась у серці Аману за Пелорами, була осяяна світлом Дерев Валар. Середзем'я та інші континенти Арди перебували у темряві осяяній лише зорями. Саме ці зорі були першим, що побачили ельфи (квенді), котрі пробудились у цю епоху на березі озера Куівіенен. Тому частину їх найменували елдарами — зоряним народом і у пізніші часи вони більш за все любили нічне небо осяяне зорями.
1 — початок нової Епохи. Ауле Коваль створив гномів, але йому заборонено пробуджувати їх до строку пробудження Перворождених ельфів; Яванна у відповідь на це замислює створення ентів.
1000 — на раді Валар обговорюють занепокоєність Ороме і Яванни щодо Середзем'я і швидке прибуття дітей Ілуватара.
1000—1050 — Варда розміщує Менельмакар та інші сузір'я на небі.
1050 — пробудження ельфів на берегах затоки-озера Куівіенен. Майа Меліан іде до Середзем'я.
1050—1085 — Мелькор дізнається про ельфів і починає полювання на них роблячи все це у таємниці; з захоплених ельфів він виводить орків.
1085 — Ороме дізнається про ельфів.
1086 — Ороме повертається у Валінор, і інформує інших Валар про небезпеку що загрожує ельфам, після чого негайно повертається до берегів озера Куівіенен.
1090 — Валар ідуть війною на Мелькора заради ельфів.
1092 — Облога Утумно.
1099 — Мелькора взято у полон, а Утумно зруйновано. Саурон уникає полону і йде до Ангбанда, де продовжує виводити орків та тролів для Мелькора.
1011 — Валар вирішують закликати ельфів переселитись до Аману.
1102 — Ороме приводить послів елдарів до Аману: Інгве — від ваньярів, Фінве — від нолдорів і Елве — від телерів.
1104 — три посли повертаються і починають переконувати елдарів відповісти на заклик Валар. У них з'явилось багато послідовників.
1105 — початок Великого Походу: ельфи вирушають до Аману (однак на заклик Валар відгукуються не всі — частина залишилась і стала відома під назвою авари).
1115 — Ельфи досягли Великої Ріки, що згодом була названа Андуїн; частина телерів під керівництвом Ленве відмовилась від переходу через Андуїн і подальшого походу і йде униз по Ріці, утворивши плем'я нандорів. Пробудились Праотці гномів та перші енти. Ельфи виявили ентів і навчили їх розмовляти.
1125 — ваньяри та нолдори прибувають до Белеріанду.
1128 — телери прибувають до Белеріанду після зупинки в лісах Еріадору.
1130 — Елве зустрівся з Меліан серед лісів Нан-Елмоту (вони застигають непорушно на багато років); піддані Елве починають його пошуки.
1132 — Улмо втомлюється чекати телерів, що очікують повернення Елве, і переправляє нолдорів і ваньярів через Белегаер на острові Тол-Ерессеа; телери залишаються у Белеріанді; розпочато зведення міста Тіріон на Туні.
1140 — завершено будівництво Тіріону; зведено Міндон Ельдаліева; Інгве і більшість ваньярів покидають Тіріон і переселяються поближче до Манве у Валімар.
1142 — Яванна дарує народу нолдор Біле Дерево — Галатіліон.
1149 — Улмо нарешті повертається до телерів, але багато все ще не бажають іти, оскільки Елве так і не знайдено. Вони утворюють ельфійське плем'я синдарів (сірих ельфів). Інша частина ельфів залишається на прохання Оссе, і разом з прибулими пізніше ельфами переселяється у Фалас.
1151 — більшість телері перепливає через Велике Море на Тол-Ересеа, що назавжди зупиняється в затоці Елдамар. Вони обирають своїм вождем Олве брата Елве.
1152 — Елве пробуджується від сну і возз'єднується з синдарами. Він стає відомим як владика Елу Тінгол і оселяється у Доріаті. Майа Меліан стає його дружиною.
1161 — Оссе навчає телері з Тол-Ересеа мистецтву будувати кораблі, завдяки чому вони переправляються через Елдамар у Аман і засновують там місто Альквалонде.
1165 — останній ваньяр покидає Тіріон і оселяється на рівнинах Валінора. Нолдор залишились у Тіріоні під проводом свого вождя Фінве.
1169 — народився Феанор син Фінве і Міріель.
1170 — смерть Міріель Тірінде.
1179 — Руміл винайшов писемність сараті.
1182 — суперечка Валар. Статут Фінве і Міріель.
1185 — Фінве закохується в Індіс з народу ваньярів.
1190 — народився Фінголфін син Фінве та Індіс.
Бл. 1200 — народилась Лутіен донька Тінгола і Меліан.
1230 — народився Фінарфін, син Фінве та Індіс.
1250 — гноми з міст Ногроду та Белегосту зустрічають синдарів; між ними встановлюється торгівля; Феанор розвиває сараті, винаходячи тенгвар; Даерон розробляє рунічний алфавіт — кірт.
Бл. 1280 — орки вперше з'являються в Белеріанді.
1350 — нандор на чолі з Денетором прибувають до Белеріанду і оселяються в Осіріанді, після чого стають відомими як зелені ельфи або лайквенді. Завершено будівництво чертогів Менегрота — столиці Доріату.
1362 — народилась Галадріель донька Фінарфіна.
1400 — Мелькор, звільнившись від вироку, починає розбещувати деяких нолдорів.
1450 — Феанор завершує створення Сильмарилів.
1490 — Мелькор підбурює нолдор проти Валар і вони починають кувати зброю. Розпочалась ворожнеча між принцами — нолдор Феанором і Фінголфіним. Феанор погрожує Фінголфіну мечем за що Валар проганяють його з Тіріону, його сини, Фінве і багато нолдор слідують за ним у вигнання; будівництво Форменоса.
1492 — Феанор проганяє Мелькора від воріт Форменоса. Мелькор переховується від Валар і об'єднує сили з Унголіантою.
1495 — Затьмарення Валінора. Мелькор разом з Унголіантою знищує Дерева Валар, вбиває Фінве і викрадає Сильмарили. Феанор стає Верховним Королем нолдор і закликає їх до виходу; Феанор разом з синами виголошують клятву ворогувати з тими хто заволодіє Сильмарилами, після цього більша частина нолдор покидає Валінор; Перше братовбивство — Різанина в Альквалонде.
1496 — Пророцтво Мандоса; Фінарфін і деякі з його Дому повертаються у Валінор.
1497 — Мелькор (або Моргот як назвав його Феанор) повернувся в Ангбанд і намагається захопити Белеріанд; розгортається Перша битва за Белеріанд; король лайквенді Денетор загинув; гавані Фаласу взято в облогу.
Нолдор досягли протоки Гелкараксе; Феанор і його воїнство залишають у Арамані нолдор з дому Фінголфіна і дітей Фінарфіна; нолдор дому Феанора перепливли Белегаер; після чого спалили кораблі; Армія Моргота атакує воїнство Феанора; розгорається Дагор-нуін-Гіліат; Феанор отримав смертельні рани в бою з балрогами і помер; Маедрос став Верховним Королем нолдор, але потрапив у полон до Моргота; Валар сховують Валінор за ланцюгом Зачарованих Островів і підіймають Пелори на величезну висоту. Створено Сонце і Місяць. Майар Аріен — веде лодію Сонця, а Тіліон — лодію Місяця.
1500 — нолдор з домів Фінголфіна та дітей Фінарфіна переходять Гелкараксе і дістаються північно-західного берега Середзем'я. Перше сходження Місяця.

## Перша епоха років Сонця
Після першого сходження Сонця облік часу став вестись за його рухом. 1 рік триває 365 днів, кожен з яких становить 24 години. Перша епоха тривала 590 років. Найважливіші її події відбуваються у краї Белеріанд, що розташовувався на заході Середзем'я і внаслідок Війни Гніву (крім частини Оссіріанду та Таргеліону) був затоплений водами моря Белегаер. Перша епоха — це час домінування культури елдарів — народів Доріату, Фаласу, а також повстанців з-за моря — нолдорів. Люди, що пробудились зі сходом Сонця і троє племен едайн (ельфодрузів) та східняни народу Бора, котрі дістались Белеріанду, були лише здібними учнями елдарів. Східняни народу Улфанга Чорного стали слугами Мелькора і навчались тільки орківської жорстокості. Першу епоху називали Передначальною (хоча у Четверту епоху Передначальними стали називати усі епохи, що їй передували).
1 — Сходження Сонця. У Гілдоріені на далекому сході Середзем'я пробуджуються люди.
5 — Фінгон рятує Маедроса і той передає верховну владу над нолдор Фінголфіну, що тепер стає Верховним Королем.
7 — Нолдор Дому Феанора на чолі його синів ідуть у Східний Белеріанд.
20 — Святкування Меред Атердтад (Бенкет Возз'єднання) у Ейтель-Іврін (Джерело Іврін).
50 — Увісні Улмо повідомляє Тургону і Фінроду про те, що їм належить заснувати таємні обителі.
52 — Фінрод починає будівництво Нарготронду.
60 — Дагор Аргелеб: нолдор перемагають війська Моргота і починають Облогу Ангбанда.
64 — Тургон починає зведення Гондоліна.
65 — Укріплюються гавані Брітомбар і Егларест; зводиться Барад-Німрайс.
67 — Тінгол забороняє використання квенья.
102 — Завершення будівництва Нарготронда; народ Фінрода покидає Гітлум.
116 — Завершено будівництво Гондоліна; народ Тургона таємно починає переселення з Неврасту.
150 — Атака орків на Гітлум з боку затоки Дренгіст. Відбита військами Фінрода.
155 — Глаурунг спустошує Ард -гален, але його проганяють назад до Ангбанду.
310 — Беор приводить Перший Дім Едайн; їх виявляє Фінрод. Вони входять у Естолад; після декількох років Другий Дім Едайн приходить до Таргеліону. За ним приходить Третій Дім і оселяється в Естоладі.
316 — Аредель покидає Гондолін і приходить у Нан-Елмот до Еола.
320 — Едайн починають переселення з Естоладу в Дортоніон, Гітлум і Талат-Дірнен; народження Маегліна.
355 — Смерть Беора.
359 — Народження Гадора.
369 — Частина Едайн на чолі з Берегом повертаються у Еріадор.
375 — Орки атакують Таргеліон; загинуло багато едайн з Другого Дому, але вершники Дому Феанора на чолі з Карантіром врятували їх.
390 — Галет відвела своїх людей з Таргеліону і у 391 році приводить їх на землі південного Тейгліну. Більшість з них згодом іде у Бретіль.
410 — Повернення Аределі разом з Маегліним у Гондолін, загибель Аределі і страта Еола.
416 — Дор-Ломін віддано Дому Мараха.
432 — Народився Берен Ерхаміон.
455 — Моргот прорвав Облогу Ангбанда. Почався Дагор-Браголлах; чаклунське полум'я, яке вивергнув Тангородрим спалило Ард-гален, перетворивши його на пустелю Анфаугліт; Дортоніон захоплено і перейменовано на Таур-ну-Фуін, люди Барагіра що залишились у ньому ведуть партизанську війну проти слуг Моргота.
456 — Фінголфін викликав Моргота на поєдинок і загинув.
457 — Саурон захопив фортецю Ородрета Мінас-Тіріт і перейменовує Тол-Сіріон на Тол-ін-Гаурхот («Острів Перевертнів»).
458 — Гурін і Гуор покидають народ Галет у Бретілі, після цього Торондор відносить їх у Гондолін.
459 — Гурін і Гуор повертаються з Гондоліна у Дор-Ломін.
460 — Барагір і його 12 супутників зраджені Горлімом Нещасливим і перебиті, але Берену вдалось врятуватись.
462 — Моргот атакує Гітлум, але атаку відбивають Фінгон і Кірден.
463 — Поява перших східнян у Белеріанді, що стають на службу Дому Феанора.
464 — У місяці гваероні (березень) народився Турін. Берен відходить у Доріат, де зустрічає Лутіен.
465 — Берен вирушає у похід за Сильмарилом; він прибуває у Нарготронд, де отримує підтримку Фінрода; Келегорм і Куруфін здіймають повстання і залишають Фінрода без підтримки підданих. Фінрода і Берена полонить Саурон на Тол-ін-Гауроті; Фінрод та його соратники були вбиті вовкулаками. Лутіен рятує Берена. Келегорм і Куруфін виганяються з Нарготронда; вони нападають на Берена і Лутіен, але зазнають поразки і тікають на схід.
466 — На початку весни народжується Урвен Лалайт сестра Туріна. Берен і Лютіен досягають Ангбанда; вони викрадають Сильмаріл, але його поглинає Кархарот. Після цього вони прибувають в Доріат. Кархарота вдається вбити і відібрати Сильмаріл, але у сутичці гинуть пес Гуан і Берен. Лютіен приходить до Чертогів Мандоса і просить поверх до життя Берена, Манве отримує дозвіл від Еру Ілуватара, після чого Лутіен разом із Береном відроджуються як смертні і оселяються в Оссіріанді.
468 — Маедрос почав збирати Союз ельфів, людей і гномів проти Моргота.
469 — Восени Моргот наслав на Дор-Ломін вітер, що приніс моровицю. Померло дуже багато старих та дітей. Серед них була і Урвен Лалайт.
472 — У середині осені починається Нірнаед-Арноедіад. Моргот здобуває перемогу над ельфами та едайн. Гинуть Фінгон і Гуор, потрапляють у полон Гвіндор і Гурін. Східняни-зрадники оволодівають Гітлумом, через що Морвен відправляє Туріна у Доріат. Тургон стає Верховним Королем нолдор. Народились Туор син Гуора і Ніенор, донька Гуріна, сестра Туріна.
474 — Падіння Фаласу. Кірден зводить Гавані Сіріону.
484 — Турін тікає з Доріату.
489 — Загибель Белега Куталіона.
490 — Турін приходить у Нарготронд.
496 — Розорення Нарготронда. Туор приходить у Гондолін.
498 — Турін бере за дружину Ніенор.
499 — Загибель Глаурунга. Смерть Туріна і Ніенор.
500 — Звільнення Гуріна з полону Моргота; смерть Морвен і Гуріна.
502 — Розорення Менегрота гномами Ногрода. Смерть Тінгола. Берен відбирає у гномів Наугламір.
503 — Друга смерть Берена і Лутіен. Діор стає королем Доріату. Народження Еаренділа сина Туора та Ідріль Келебріндаль дочки Тургона.
509 — Сини Феанора вимагають від Діора повернути Сильмаріл, але той ігнорує їх вимогу. Напад Дому Феанора на Доріат. Загибель Діора, Келегорма, Куруфіна та Карантіра. Донька Діора Ельвінг ткає у Гавані Сіріона з Сильмарілом.
510 — Падіння Гондоліна. Загибель Тургона і Маегліна. Верховним королем нолдор стає Гіл-Галад.
511 — Туор, Ідріль і Еаренділ приходять у Гавані Сіріона.
525 — Еаренділ одружується на Ельвінг.
532 — Народження синів Еаренділа і Ельвінг Елроса і Елронда.
538 — Сини Феанора просять Ельвінг повернути Сильмаріл, але вона відмовляє їм. Дім Феанора нападає на Гавані Сіріона і перемагає. Загибель Амрода і Амроса. Ельвінг кидається з Сильмарілом в море. Маглор бере на виховання покинутих Елронда і Елроса.
542 — Еаренділ і Ельвінг за допомогою Сильмарила досягають Валінора. Еаренділ просить Валар допомогти ельфам і людям; Еаренділ з Сильмарилом піднятий на небо.
545—587 — Війна Гніву; Моргот та його орди повержені; Саурон відмовляється постати перед судом Валар і залишається у Середзем'ї. Маедрос і Маглор викрадають два Сильмаріли, але втративши на них право, отримують опіки рук. Маедрос здійснив самогубство, кинувшись у тріщину з лавою, а Маглор викинув Сильмаріл у море і довго блукав берегом моря, оспівуючи битви з Ворогом.
590 — Моргот викинутий за Стіни Світу. Багато ельфів Середзем'я оселяються на Тол-Ерессеа. Белеріанд затоплено. Гіл-Галад, Кірден, Галадріель, Келебрімбор і Елронд лишились у Середзем'ї з багатьма нолдор.

## Друга епоха
Друга епоха — це час розквіту і падіння королівства Нуменор, що було найвеличнішою з людських держав. Для інших людських народів, що залишились у Середзем'ї це був темний час. Про події цієї епохи відомо зовсім небагато і дати її можуть бути неточними.
На початку Другої епохи у Середзем'ї ще жило багато Високих Ельфів. Більшість їх оселились у Ліндоні (колишній Оссіріанд), але чимало синдарів перетнули Сині Гори і оселились у Великому Зеленоліссі та Лауреліндоренані, де виникли королівства лісових ельфів на чолі з Орофером та Амдіром. Трохи пізніше частина нолдорів переселилась до краю Ерегіон біля Імлистих Гір, де у копальнях Кгазад-Дум гноми знайшли міфріл. Королем Ерегіону став Келебрімбор син Куруфіна з дому Феанора.
У Ліндоні правив Верховний Король нолдорів Гіл-Галад, також у країні оселились Кірден Корабельник, що заснував місто Мітлонд, синдар з Доріату (родич Елу Тінгола) Келеборн чиєю дружиною стала Галадріель, дочка Фінарфіна і сестра Фінрода Фелагунда.
Друга епоха тривала 3441 рік і завершилась падінням Саурона у Війні Останнього Союзу.
1 — засновані Мітлонд та Ліндон.
32 — адани досягли Нуменору.
після 40 — гноми з Еред-Луін (Сині Гори) покинули колишні поселення і переселились до Кгазад-Думу.
442 — смерть першого короля Нуменору Елроса Тар-Мініатара сина Еаренділа.
близько 500 — Саурон починає роботу з встановлення панування над Середзем'ям.
548 — народилась донька нуменорського короля Тар-Елдаріона Сильмаріень.
600 — перші кораблі нуменорців виходять в Море.
750 — нолдори заселяють Ерегіон.
близько 1000 — Саурон стривожений зростаючою могутністю нуменорців обирає своїм оплотом Мордор і починає зведення Барад-Дура.
1075 — Тар-Анкаліме стає першою правлячою Королевою Нуменору.
1200 — Саурон пропонує ельдарам допомогу в облаштуванні Середзем'я. Гіл-Галад відмовився від його допомоги, але ковалі Ерегіону погоджуються. Нуменорці засновують свої гавані на узбережжі.
близько 1500 — ельфи-ковалі під керівництвом Саурона досягають досконалості. Вони починають кувати Персні Влади.
близько 1590 — у Ерегіоні відкуто Три Персні.
близько 1600 — Саурон викував Перстень Всевладдя. Келебрімбор проник у його задуми. Саурон завершив зведення Барад-Дура.
1693 — початок війни Саурона та ельфів. Три Персні сховано.
1695 — армія Саурона вдерлася в Еріадор. Гіл-Галад надіслав Елронда в Ерегіон.
1697 — Ерегіон розорено. Келебрімбор загинув. Ворота Кгазад-Думу зачинено. Елронд з загоном нолдор змушений відступити і укріпитись в Імладрісі.
1699 — Саурон захопив Еріадор.
1700 — Тар-Мінастір направляє в Середзем'я великий флот, що допомагає Ліндону. Саурон тікає.
1701 — Саурона вигнано з Еріадора. На Західних землях настав мир.
близько 1800 — нуменорці починають експансію на узбережжі. Саурон поширює свою владу на схід. Почалось затінення Нуменору.
2251 — Тар-Атанамір став королем Нуменору. Бунт більшості нуменорців проти валарів і елдарів. З'явились назгули — примари Персня.
2280 — Умбар стає головною гаванню Нуменору в Середзем'ї.
2350 — Вірні нуменорці засновують Пеларгір.
2899 — У Нуменорі скіпетр отримує Ар-Адунахор, що забороняє навчати ельфійським мовам.
3175 — Тар-Палантір розкаявся. Однак після його смерті в Нуменорі спалахує громадянська війна.
3255 — Ар-Фаразон Золотий захопив трон в Арменелосі.
3261 — Ар-Фаразон висадився в Умбарі і висунув ультиматум Саурону.
3262 — Саурон здався і в ролі полоненого був відвезений на острів.
3262—3310  — Саурон розбещує нуменорців. Однак, Вірні не скоряються йому.
3310 — Ар-Фаразон здійснює Велике Озброєння.
3319 — Ар-Фаразон напав на Валінор. Безсмертні Землі покинули кола Арди. Загибель Нуменору.
Еленділ та його сини заздалегідь врятувались.
3320 — засновано Арнор і Гондор. Палантіри поділені між королівствами. Саурон повернувся до Мордору.
3429 — Саурон напав на Гондор, захопив Мінас-Ітіль і спалив Біле Дерево. Ісілдур врятувався по Андуїну і вирушає на північ до Еленділа. Анаріон захищає Мінас-Анор та Осгіліат.
3430 — укладено союз Ельфів та Людей.
3431 — Гіл-Галад та Еленділ ідуть до Імладрісу.
3434 — війська союзників переходять Імлисті Гори. Битва на рівнинах Дагорладу. Загинули королі Великого Зеленолісся Орофер та Лауреліндоренану Амдір. Саурон програє битву. Почалась облога Барад-Дура.
3440 — загинув Анаріон.
3441 — Саурон виходить на поєдинок з Гіл-Галадом та Еленділом і долає їх. Гіл-Галад і Еленділ загинули. Ісілдур здобуває Перстень Всевладдя. Саурон зник. Дев'ять Привидів також зникають. Друга Епоха завершилась.

## Третя епоха
Третя епоха почалась після падіння Саурона у війні Останнього Союзу і завершилась із його остаточним розчиненням у зв'язку зі знищенням Єдиного Персня у жерлі Ородруїна. Третя епоха тривала 3021 рік і її остаточним кінцем став відхід за Море Галадріелі, Елронда, Гендальфа, Більбо та Фродо Беггінса разом із ними 29 вересня 3021 року.
Третя епоха — це час згасання Елдарів. Вони довго жили в мирі, володіючи Трьома Перснями доки Саурон ховався серед пустель сходу, а Перстень Влади загубився у водах Андуїну. Гноми затаїлись у своїх підземеллях, зберігаючи набуті скарби. Однак пробудження балрога та напади вогнедишних крилатих драконів призвели до втрати гномами своїх скарбниць, а самі гноми перетворились на бродячий народ.
Мудрість нуменорців тане, а життя їх скорочується і вони починають змішуватись з меншими людськими народами. Через тисячу років Саурон затьмарює Велике Зеленолісся і в Середзем'я прибувають істарі — могутні майар, що мають допомагати народам континенту в боротьбі з силами Зла. Однак, істарі заборонялось використовувати уповні свою силу й підкоряти своїй волі Людей чи Ельфів. Всього їх було п'ятеро, але найбільш могутніми серед них були двоє — Курунір, що став більш знаний як Саруман і Мітрандір, друге ім'я якого було Гендальф.
Курунір часто ходив на схід, але згодом осів у Ізенгарді. Мітрандір дружив з ельфами і багато бродив по західних землях, але ніде не затримувався надовго.
Протягом всієї Третьої епохи місцезнаходження Трьох Перснів було відоме лише тим хто володів ними. Згодом виявилось, що їх зберігали у найвеличніших Володарів народу Елдарів: Гіл-Галада, Галадріель і Кірдена. Перстень Гіл-Галада було віддано Елронду, а Кірден передав свій Мітрандіру, бо тільки Кірден знав хто такий Сірий Мандрівник, звідки він прийшов і куди має повернутись, адже він зустрічав його в Мітлонді.
«Візьми-но цей Перстень, Мандрівник, — сказав він тоді, — бо твої труди будуть тяжкими, він допоможе в твоїх турботах. Це — Перстень Вогню, з ним ти зможеш запалювати серця в цьому застигаючому світі. Щодо мене, — моя душа з Морем, і я житиму на сутінкових берегах доки не прийде останній корабель. Я дочекаюсь тебе.»
2 — Ісілдур саджає у Мінас-Анорі сім'я Білого Дерева. Він доручає правління Гондором Менельділу. Ісілдур та троє його старших синів гинуть в Ірисній Низовині.
3 — Огтар приносить уламки Нарсіла до Імладрісу.
10 — четвертий син Ісілдура Валанділ стає королем Арнору.
109 — Елронд бере в жони Келебріень — дочку Галадріелі та Келеборна.
130 — народились сини Елронда Еладан та Елрогір.
241 — народилась Арвен.
420 — король Остогер розбудовує Мінас-Анор.
490 — перше вторгнення східнян.
541 — Ромендакіл загинув у битві.
830 — Фаластур стає першим з «Морських Королів» Гондору.
861 — Смерть Еарендура та розпад Арнору на Артедайн, Рудаур і Кардолан. Столицю Арнору Аннумінас покинуто і вона обертається на руїни.
933 — Еарніл І здобув Умбар і перетворив його на південний порт Гондору.
1015 — Кіріанділ загинув при облозі Умбару.
1050 — Г'ярмендакіл підкорив Гарад. Гондор досяг вершини могутності. Тінь накрила Велике Зеленолісся, і воно отримує назву Морок — Лісу. У літописних зведеннях уперше згадуються Періани. До Еріадору приходять Лапітупи (Мохноступи).
1100 — Мудрі дізнаються про Некроманта з Дол-Гулдура. Гадають що це один з назгулів.
1149 — початок правління Атанатара Алькаріна.
близько 1150 — до Еріадору прийшли Біляки (Лісовики). Хвати (Стури) переходять Перевал Червоного Рогу і розселяються в Сірому Краї та на берегах Седонни.
близько 1300 — знов з'явились лиходійські потвори. В Імлистих Горах множаться орки і нападають на гномів. Знову з'являються назгули. Їх Предводитель захоплює владу в Ангмарі. Періани ідуть далі на Захід і оселяються в землях Брі.
1356 — Аргелеб І загинув у битві з Рудауром. Хвати (Стури) покидають долини Седонни, деякі повертаються до Рованіону.
1409 — Король-Чаклун вдерся в Артедайн і Кардолан. Королівство Кардолан розорене, але поселення при курганах Тірн-Гортад вціліло. Фортеця Амон-Сул зруйнована її палантір вивезено до Форносту.
1432 — у Гондорі помер король Валакар. Початок громадянської війни.
1437 — розорено Осгіліат, його палантір втрачено. Ельдакар втік до Рованіону, його син Орненділ, вбитий. Трон захопив Кастамір.
1447 — Ельдакар повернувся і виганяє Кастаміра. Битва біля Бродів Еруі, загибель Кастаміра. Облога Пеларгіра.
1448 — заколотники втекли й захопили Умбар. Відтоді порт стає оплотом піратів.
1540 — король Альдамір загинув у битві з гарадрімами та умбарськими піратами.
1551 — Г'ярмендакіл ІІ перемагає гарадримів.
1601 — періани на чолі з братами Марчо і Бланко з Брі отримують від Аргелеба ІІ землі між Берендуімським мостом та Білими Пагорбами. Так виник Шир і дано початок Літочисленню Ширу (щоб визначити рік Літочислення Ширу від року Третьої Епохи слід відняти 1600).
близько 1630 — з Сірого Краю до Ширу переселяються Хвати (Стури).
1634 — пірати розорюють Пеларгір і вбивають короля Мінарділа.
1636 (36 Л. Ш.) — Велика Моровиця у Рованіоні, Гондорі та Еріадорі. Померли король Телемнар та вся його родина. В Мінас-Анорі померло Біле Дерево посаджене Ісілдуром. Вимерло поселення при Тірн-Гортаді, і в Курганах оселяється Нежить. Періани також зазнали великих втрат, але вижили.
1640 — король Тарондор переніс столицю Гондору до Мінас-Анора. Осгіліат покинуто і він обертається в руїни.
1810 — король Телумехтар Умбардакіл відвойовує Умбар і проганяє піратів.
1851 — візники нападають на Гондор.
1856 — східні володіння Гондору захоплені кочовиками. У битві загинув король Намаркіл ІІ.
1899 — король Калімехтар завдав східнянам поразку в битві при Дагорладі.
1900 — Калімехтар звів у Мінас-Анорі Білу Вежу.
1940 — укладено союз Артедайну та Гондору. Арведуі одружився з Фіріелою, дочкою короля Гондору Ондогера.
1944 — Ондогер загинув у битві. Еарніл вибив візників та вар'ягів Кханду з Південного Ітілієну, згодом одержав перемогу при Таборі Візників і скидує східнян у Мертві Болота. Арведуі домагається корони Гондору, але отримує відмову.
1945 — на престол Гондору зійшов Еарніл ІІ.
1974 — кінець Артедайну. Король-Чаклун захопив Форност і спустошує те що лишилось від Північного королівства.
1975 — Арведуі загинув у катастрофі корабля в Форогельській затоці. Палантіри Аннумінасу та Амон-Сул втрачено. Еарнур син Еарнура ІІ привів флот у Ліндон. Військо Короля-Чаклуна розбито у битві при Форності. На півночі його більше немає.
1976 — Старший син Арведуі Аранарх стає першим вождем дунедайн Півночі. Знаки королівської влади передано на зберігання Елронду в Рівенделлі.
1977 — Фрумгар привів народ Еотеод на північ.
1979 (379 Л. Ш.) — Старий Бак з Марі стає першим Таном Ширу.
1980 — Король-Чаклун приходить у Мордор і збирає там назгулів. У Кгазад-Думі пробудився балрог і вбив Дьюріна VI.
1981 — балрог вбиває Наіна І. Гноми покинули Кгазад-Дум, що відтепер має назву Морія (синд. Чорна Безодня). Лісові ельфи з Лоріену тікають на південь. Німродель загубилась у Білих Горах, Амрот загинув у водах затоки Белфалас.
1999 — Трайн І приводить свій народ до гори Еребор, де засновує Підгірне королівство.
2000 — назгули виходять з Мордору і беруть в облогу Мінас-Ітіль.
2002 — Мінас-Ітіль захоплено і перетворено на Мінас-Моргул. Палантір захоплено. Його палантір захоплено Ворогом. Мінас-Анор перейменовано на Мінас-Тіріт.
2043 — королем Гондору став Еарнур. Король-Чаклун викликав його на поєдинок.
2050 — новий виклик. Еарнур скаче до Мінас-Моргула і зникає. Марділ стає першим намісником — правителем королівства Гондор.
2060 — могутність Дол-Гулдура зростає. Мудрі підозрюють в господарі Дол-Гулдура Саурона.
2063 — У Дол-Гулдур приходить Гендальф. Саурон відступає і ховається на сході. Починається Пильний Мир. Назгули лишились у Мінас-Моргулі, але ведуть себе тихо.
2110 — Торін І пішов з Еребора в Сірі Гори. Там збирається більшість з народу Дьюріна.
2340 (740 Л. Ш.) — Ізумбрас І стає Тринадцятим Таном Ширу і першим таном з роду Туків. Старобаки колонізують Бекланд.
2460 — Пильний Мир завершується. Саурон повертається в Дол-Гулдур.
2463 — збирається перша Біла Рада. Приблизно тоді ж Деагорл з народу Хватів (Стурів) Долини Андуїна знаходить Перстень Всевладдя. Його вбиває друг Смеагол, що заволодів Перснем.
2470 — Смеагол-Голум сховався в Імлистих Горах.
2475 — урук-хайї напали на Гондор. Осгіліат зруйновано остаточно, останні жителі покинули місто. Його кам'яний міст зламано.
близько 2480 — орки будують фортеці в Імлистих Горах і укріплюють перевали, що ведуть до Еріадору. Саурон населив Морію своїми створіннями.
2509 — Келебріень на шляху до Лоріену потрапила в засідку біля перевалу Червоний Ріг на Карадрасі. Її поранено стрілою.
2510 — Келебріень пішла за Море. Орки й балкоти розорили Каленардон. Еорл Юний отримує перемогу на полях Келебранту. Еотеоди заселили Каленардон. засновано королівство Роганська Марка.
2545 — Еорл загинув у бою зі східнянами.
2569 — Брего син Еорла звів Медусельд.
2570 — Балдор син Брего пішов Шляхом Мертвих і зник. Приблизно у той же час дракони нападають на гномів у Сірих Горах.
2589 — Даіна І вбив дракон.
2590 — Трор повернувся на Еребор. Його брат Грор пішов на Залізні Пагорби.
близько 2670 — Тобольд саджає у Південній Четі «люлькове зілля».
2670—2683 (1070—1083 Л. Ш.) — Ізенгрім ІІ стає Таном і починає рити Смеалища.
2698 — Ектеліон І відновив у Мінас-Тіріті Білу Вежу.
2740 — орки знову вдерлись в Еріадор.
2747 (1147 Л. Ш.) — Бандобрас Тук розбив у Північній Четі орду орків.
2758 (1158Л. Ш.) — горяни Сірого Краю захопили Роган. Умбарські пірати атакували Гондор. Гельм Роганський сховався у Горнбурзі. Вулф захопив Едорас. Настає Довга Зима. У Еріадорі та Рогані багато жертв. Гендальф допомагає гобітам.
2759 — загибель Гельма. Фреалаф виганяє горян і з нього починається друга гілка королів Рогану. Саруман оселився в Ізенгарді.
2770 — дракон Смауг напав на Еребор. Дейл зруйновано. Трор з Трайном і Торіним врятувались через потаємний хід.
2790 (1190 Л. Ш.) — Трора вбили орки Морії. Гноми збирають війська для помсти. У Ширі народився Геронтіус згодом названий Старим Туком.
2793 — війна гномів та орків.
2799 — битва у Нандухіріоні перед Воротами Морії. Даін ІІ Залізний Чобіт повертається на Залізні Пагорби.
2802 — Трайн ІІ з Торіним Дубощитом ідуть на південь і оселяються в Синіх Горах.
2800—2864 — Постійні напади орків на Роган. Загибель короля Валди.
2841 — Трайн ІІ іде на Еребор. Його вистежують шпигуни Саурона.
2845 — Трайн схоплений і ув'язнений у Дол-Гулдурі, у нього відібрали останній з Семи Перснів.
2850 — Гендальф удруге приходить в Дол-Гулдур і впізнає Саурона у його господареві. Гендальф розуміє, що Саурон шукає Перстень Влади й збирає інші Персні, а також розшукує спадкоємців Ісілдура. Маг знаходить Трайна і отримує Ключ від Еребора. Трайн помирає у Дол-Гулдурі.
2851 — збирається Біла Рада. Гендальф наполягає на негайній війні, але Саруман умовляє Раду відтермінувати, а тим часом сам шукає Перстень у Ірисній Низовині.
2852 — у Гондорі помер намісник Белектор ІІ. Всохло Біле Дерево й нового сімені немає. Мертве дерево залишили стояти.
2885 — за вказівкою Саурона гарадрими переходять Порос і вдираються в Гондор. Сини короля Рогану Фолквайна гинуть в Ітілієнській битві.
2890 (1290 Л. Ш.) — у Ширі народився Більбо Беггінс.
2901 — мешканці Ітілієну покинули край, через постійні набіги мордорських уруків. Зводяться криївки у Геннет-Аннун та інших місцях краю.
2907 — народилась Гілраень, мати Арагорна ІІ.
2911 (1311 Л. Ш.) — Люта Зима. З півночі до Еріадору приходять Білі Вовки. Берендуін та інші ріки замерзли.
2912 — Велика Повінь спустошує низовини Седонни й Берендуіна. Спустошено Тарбад.
2920 (1320 Л. Ш.) — смерть Старого Тука.
2929 — Араторн син вождя Слідопитів Півночі Арадора бере в жони гілраень.
2930 — Арадора вбито тролями пагорбів. У Мінас-Тіріті народився Денетор син Ектеліона ІІ.
2931 — 1 березня народився Арагорн син Араторна ІІ.
2933 — Араторн ІІ загинув у сутичці з орками. Гілраень приносить Арагорна у Рівенділ. Елронд приймає його як сина і дає ім'я Естель (Надія), він же радить не розкривати походження Арагорна.
2939 — Саруману стає відомо, що слуги Саурона обшукують Ірисну Низовину. Він зрозумів, що Саурон знає про загибель Ісілдура, але приховує свої думки від інших членів Ради.
2941(1341 Л. Ш.) — Торін ІІ Дубощит зустрічається з Гендальфом. Вони приходять до Більбо. Похід. Більбо зустрічається з Голумом і стає власником Персня. Збирається Біла Рада. Саруман погоджується з планом нападу на Дол-Гулдур, намагаючись перешкодити Саурону в пошуках. Саурон відступає. Бард нащадок королів Дейлу убиває Смауга над Есгаротом. У Битві П'яти Армій загинув Торін ІІ Дубощит. Даін ІІ з Залізних Пагорбів стає підгірним королем.
2942 (1342 Л. Ш.) — Більбо повернувся з походу з Перснем. Саурон таємно повернувся в Мордор.
2944 — Бард відбудовує Дейл та Езгарот і стає королем. Голум вибрався на поверхню і шукає «злодія».
2948 — народився Теоден син Тенгеля.
2949 (1349Л. Ш.) — Гендальф і Балін навідують Фродо в Ширі.
2950 — народилася Фіндуілас, донька Адрагіла з Дол-Амроту.
2951 — Саурон відкрито заявив про себе і почав збирати сили у Мордорі. Він відбудовує Барад-Дур. Голум повертає до Мордору. Елронд відкриває Арагорнові його справжнє ім'я і вручає уламки Нарсіла. Арвен приходить з Лоріену і зустрічається з Арагорном. Арагорн пішов у Рованіон.
2953 — востаннє зібралась Біла Рада. На ньому сперечаються про Перстень. Саруман бреше, запевняючи про те що Перстень згинув у Морі. Саруман укріплює Ізенгард і встановлює стеження за Гендальфом і відмічає його увагу до Ширу. Невдовзі у Брі та у Південній Четі з'являються шпигуни Сарумана.
2954 — Ородруїн знову вивергає полум'я. Останні мешканці Ітілієну покинули край, втікши за Андуїн.
2956 — Арагорн зустрічає Гендальфа і вони стають друзями.
2957—2980 — тривалі мандрівки Арагорна. Інкогніто він служить правителям Рогану Тенгелю та Гондору Ектеліону ІІ.
2968 (1368 Л. Ш.) — народився Фродо.
2976 — Денетор взяв у жони Фіндуілас з Дол-Амрота.
2977 — Байн син Барда став королем.
2978 — народився Боромир син Денетора.
2980 — Арагорн приходить у Лоріен і знов бачиться з Арвен. Він віддає їй Перстень Барагіра і вони обмінюються клятвами вірності. Голум досягає рубежів Мордору і знайомиться з Шелоб. Теоден стає королем Рогану.
2991 (1391 Л. Ш.) — народився Фарамир. Народився Семіус.
2984 — смерть Ектеліона ІІ. Денетор ІІ стає намісником Гондору.
2988 — смерть Фіндуілас.
2989 — Балін пішов до Морії. На чолі загону він відбиває чертоги і стає їх володарем.
2991 — народився Еомер син Еомунда. Племінник Теодена.
2994 — Балін та його супутники вбиті орками. Морія знов захоплена силами Ворога.
2995 — народилась Еовін, сестра Еомера.
близько 3000 — Могутність Мордору зростає. Саруман вирішує скористатись палантіром Ортганку і вивідати плани Ворога, але потрапляє в пастку Саурона, що володіє каменем Мінас-Ітіля. Саруман стає зрадником. Йому доповідають, що межі Ширу охороняють Слідопити Півночі.
3001 (1401 Л. Ш.) — Прощальне Свято Більбо. Гендальф здогадується яким Перснем володіє Більбо. Охорона Ширу посилюється. Гендальф намагається розшукати Голума і просить Арагорна допомогти йому.
3002 (1402 Л. Ш.) — Більбо прийшов у Рівенділ.
3004 — Гендальф навідує Фродо у Ширі.
3007 — Бранд син Байна стає королем Дейлу. Помирає Гілраень.
3008 (1408 Л. Ш.) — Гендальф востаннє провідує Фродо у Ширі.
3009 — Голум потрапляє в руки Саурона. Арвен повертається в Імладріс.
3017 — Голум іде з Мордору і потрапляє в руки Арагорна. Він відправляє його до Трандуїла в Морок-Ліс. Гендальф приходить до Мінас-Тіріту і читає сувій Ісілдура.

### Події Війни Персня
З цього моменту події стають важливішими і далі наводиться детальніша хронологія великих років.

#### Рік 3018 (1418 Л. Ш.)
Квітень
12 — Гендальф приходить у Гобітон.
Червень
20 — Саурон нападає на Осгіліат. Втеча Голума.
29 — зустріч Гендальфа з Радагастом Бурим.
Липень
4 — Боромир виходить з Мінас-Тіріта.
10 — Гендальфа взято в полон Саруманом у Ізенгарді.
Серпень
Всі сліди Голума втрачені. Напевно він переховується у Морії, знаходить дорогу до Західних Воріт, але не може їх відчинити.
Вересень
18 — Гендальф покидає Ізенгард. Чорні Вершники перетинають Броди Ізену.
19 — Гендальф прибуває в Едорас. Теоден повелів йому іти, дозволивши обрати будь-якого коня.
21 — маг обирає Сполоха.
22 — надвечір Чорні Вершники досягли Сарнського Броду і прориваються через заставу Слідопитів. Гендальф приручає Сполоха.
23 — перед світанком четверо Вершників проникають до Ширу. Інші відтісняють Слідопитів і повертаються слідкувати за Зеленим Шляхом. У сутінках Чорний Вершник з'являється у Гобітоні. Фродо іде з Бег-Енду.
24 — Гендальф перетинає Ізен.
26 — Фродо потрапляє до Тома Бомбаділа.
27 — Гендальф перетинає Седонну. Фродо проводить в Бомбаділа другу ніч.
28 — гобіти в Могильнику. Гендальф біля Сарнського Броду.
29 — Фродо приїжджає в Брі. Гендальф навідує Хема Гемджі.
30 — рано-вранці здійснюються напади на Кролячу Балку та на заїзд у Брі. До вечора Брі навідує Гендальф.
Жовтень
1 — Гендальф залишає Брі.
3 — вночі на горі Вивітрень він відбиває напад Чорних Вершників.
6 — нічний напад на табір біля Вивітрені. Фродо поранено.
9 — Глорфіндейл виїжджає з Рівенділа.
11 — Глорфіндейл зустрічається з Вершниками біля мосту через Седонну.
13 — Фродо переходить міст.
18 — Глорфіндейл зустрічає Фродо. Гендальф приїжджає в Рівенділ.
20 — зустріч з Чорними Вершниками біля Броду через Бруінен.
24 — Фродо прокидається у Рівенділі. Вночі приїжджає Боромир.
25 — рада в Елронда.
Грудень
25 — загін Хранителів покидає Рівенділ.

#### Рік 3019 (1419 Л. Ш.)
Січень
8 — загін досягає Ерегіону.
11-12 — снігова буря на Карадрасі.
13 — перед світанком напад вовкулаків. Увечері загін дістається Західних Воріт Морії. Голум стежить за Хранителями.
14 — ночівля у Двадцять Першому Чертозі.
15 — напад орків, тролів і балрога. Гендальф і балрог падають у Морійський Рів. Загін проривається до Німроделі.
17 — загін дістається Лоріену.
23 — Гендальф переслідує балрога до вершини Зірак Зігіля.
25 — Гендальф перемагає балрога і йде. Його тіло лежить на вершині.
Лютий
14 — Дзеркало Галадріелі. Гендальф повертається до життя.
16 — Хранителі залишають Лоріен. Голум з західного берега бачить відплиття.
17 — Гвайхір приносить Гендальфа в Лоріен.
23 — нічний напад на човни біля Сарн-Гебіра.
25 — загін зупиняється у Парт-Галені. Битва біля Бродів Ізену, в якій гине Теодред син Теодена.
26 — загін розпадається. Загибель Боромира. Меріадок і Перегрін потрапляють у полон. Арагорн починає погоню. Еомеру доповідають про орду орків, що спустилась з Емін-Мьюл. Фродо та Сем на східних відрогах Емін-Мьюл.
27 — Еомер всупереч наказу Теодена переслідує орків.
28 — Еомер наздоганяє орків біля лісу Фангорн.
29 — Меррі та Піппін рятуються і зустрічають Древеня. Рогірими знищують орків. Фродо зустрічається з Голумом.
Фарамир побачив поховальний човен з тілом Боромира.
30 — починається рада ентів. Еомер зустрічає Арагорна.
Березень
1 — Фродо йде через Мертві Болота. Арагорн зустрічається з Гендальфом Білим. Вони йдуть в Едорас. Фарамир виходить з Мінас-Тіріта на розвідку в Ітілієн.
2 — Фродо перетинає Болота. Гендальф приходить в Едорас і зцілює Теодена. Рогірими виступають проти Сарумана. Друга битва біля Бродів Ізену. Поразка Еркенбрада. Завершується рада ентів. Енти виступають на Ізенгард.
3 — Теоден прийшов до Гельмового яру. Починається битва при Горнбурзі. Енти руйнують Ізенгард.
4 — Гендальф і Теоден вирушають до Ізенгарда. Фродо досягає пустки Моранонну.
5 — Розмова з Саруманом в Ортганку. Над табором з'являється назгул на крилатій потворі. Гендальф з Перегріном від'їжджають у Мінас-Тіріт. Фродо біля Моранонна.
6 — Арагорн зустрічає загін дунедайн. Теоден виходить у Харрог.
7 — Фарамир зустрічається з Фродо. Арагорн приїжджає до Харрогу.
8 — Арагорн стає на Шлях Мертвих і опівночі досягає каменя Ереха. Фродо досягає Хеннет-Аннун.
9 — Гендальф прибуває у Мінас-Тіріт. У сутінках Фродо дістається Моргульського Шляху. Теоден в Дунхаргу з Мордору піднімається темрява.
10 — чаклунська темрява закрила світанок. Рогірими виступають у похід. Гендальф рятує Фарамира біля Мінас-Тіріта. Арагорн перетинає Рінгло. Військо з Моранонну нападає на Аноріен. Фродо пройшов Перехрестя і спостерігає вихід військ з Мінас-Моргула.
11 — Голум зустрічається з Шелоб, потім бачить Фродо сплячим і ледь не розкаюється. Денетор посилає Фарамира до Осгіліату. Арагорн увійшов у Лебеннін. Орки атакують Лоріен та східний Роган.
12 — Голум веде Фродо в лігво Шелоб. Фарамир відступає. Теоден зупиняється табором під Рімон. Арагорн іде до Пелагіра. Енти знищують орків у Рогані.
13 — Фродо захопли орки фортеці Кіріт-Унгол. Пеленнор зайнятий. Фарамира поранений. Арагорн досягає Пелагіра і захоплює піратський флот. Теоден в лісі Друадан.
14 — Сем знаходить Фродо в башті. Мінас-Тіріт в облозі. Рогірими, яких ведуть лісові люди, проходять через Друаданскій ліс до Мінас-Тіріта.
15 — рано-вранці Король-Чаклун руйнує ворота міста. Денетор спалює себе на похоронному багатті. Лунають роги рогіримів. Битва на полях Пеленнора. Теоден загинув у бою. Згинув Король -Чаклун. Арагорн здіймає прапор Еленділа. Фродо і Сем тікають з фортеці та починають свій шлях на північ уздовж хребта Моргаї. Битва під деревами Морок-Лісу, Трандуїл відганяє сили Дол Гулдура. Друга атака орків на Лоріен.
16 — нарада полководців. Фродо з Моргаї дивиться на у Фатум-Гору.
17 — битва в долині Дейла. Загибель короля Бранда і короля Даїна ІІ Залізного Чобота. Багато гномів і людей знаходять притулок в Еребора і обложені там. Шаграт приносить в Барад-Дур плащ, кольчугу і меч Фродо.
18 — війська Заходу виходять з Мінас-Тирита. Фродо підходить до Айзенмауту; Фродо та Сем йдуть в колоні орків на шляху з Дуртанга до Удуну.
19 — війська виходять з Ітілієну. Арагорн відпускає слабких духом. Фродо і Сем кидають зброю і спорядження.
24 — Фродо і Сем здійснюють останній перехід до підніжжя Ородруїна. Війська Заходу зупиняються перед Моранноном.
25 — військо оточене перед Моранноном. Фродо і Сем досягають Саммат Наура. Горлум захоплює Перстень і падає в Фатальну ущелинах. Падіння Барад-Дура. Саурон згинув.
27 — Бард II син Бранда і Торін III Кам'яний Шолом син Даїна ІІ Залізного Чобота відганяють ворога з долини Дейла.
28 — Келеборн перетинає Андуїн; починається штурм і зруйнування Дол-Гулдура.
Квітень
6 — зустріч Келеборна і Трандуїла.
8 — Хранителів Персня вшановують на луках Кормаллену.
Травень
1 — Коронація короля Елессара; Елронд і Арвен виступають з Рівенділа.
8 — Еомер і Еовін виїжджають в Рохан з синами Елронда.
20 — Елронд і Арвен прибувають в Лоріен.
27 — ескорт Арвен залишає Лоріен.
Червень
14 — сини Елронда зустрічають ескорт і привозять Арвен в Едорас.
16 — вони виїжджають до Гондору.
25 — Король Елессар знаходить відросток Білого Дерева і саджає його у дворі Білої Вежі в Мінас-Тіріт.
Липень
1 — Арвен прибуває до міста. Весілля Елессара і Арвен.
18 — Еомер повертається до Мінас Тіріта.
19 — поховальний ескорт короля Теодена вирушає в дорогу, а з ним гобіти і Гендальф.
Серпень
7 — ескорт прибуває в Едорас.
10 — поховання короля Теодена. Коронація Еомера
14 — Гості їдуть від короля Еомера.
18 — вони прибувають до Гельмового Яру.
22 — вони прибувають до Ізенгарда. Прощання з королем Елесаром на заході Сонця.
28 — вони наздоганяють Сарумана. Саруман повертає до Ширу.
Вересень
6 — вони зупиняються поблизу гір Морії.
13 — відїзджають Келеборн і Галадріель, інші ж рухаються до Рівенділа.
21 — вони прибувають в Рівенділ.
22 — день народження Більбо, йому виповнюється 129 років. Саруман приходить до Ширу
Жовтень
5 — Гендальф та гобіти виходять з Рівендела.
6 — вони перетинають брід через Бруінен; Фродо відчуває перший напад болю.
28 — увечері вони під'їжджають до Брі.
30 — Вони залишають Пригір'я. Мандрівники в темряві досягають моста через Барандуін.
Листопад
1 — гобітів заарештовані у Дрягві.
2 — вони проходять в Байуотер і підіймають на повстання народ Ширу.
3 — битва при Байуотері і відхід Сарумана, смерть Гріми. Кінець Війни Персня.

#### Рік 3020 (1420 Л. Ш.)
Нова Весна Арди.
Березень
3 — Хвороба Фродо (рік тому він був поранений Шелоб).
Квітень
6 — На Святковій Галявині розцвітає Мелорн.
Травень
1 — Сем одружується на Розі.
День середини року. Фродо відмовляється від посади мера, мером знову стає Віллі Білоног.
Вересень
22 — Більбо виповнюється 130 років.
Жовтень
6 — Фродо знову хворий, 2 роки з поранення Моргульским Клинком Короля-Чаклуна.

#### Рік 3021 (1421 Л. Ш.)
Березень.
13 — Фродо знову хворий.
25 — Народження дочки Семавайса Еланор Прекрасної. Цього дня у Гондорі відзначають початок нової епохи.
Вересень
21 — Фродо і Сем від'їжджають з Гобітона.
22 — у Заліссі вони зустрічаються з Хранителями Трьох Перснів.
29 — вони прибувають до Сірих Гаваней. Фродо та Більбо вирушають за Море разом з Трьома Хранителями. Елронд, Галадріель покинули Середзем'я. Кінець Третьої епохи.
Жовтень
6 — Сем повертається до Бег-Енду.

## Четверта епоха
Четверта епоха почалась після 3021 року Третьої Епохи. Це час коли у Середзем'ї утверджуються людські народи, а для інших рас настає згасання. Ельдарів лишилось дуже мало і до кінця епохи останні з них відпливають на Захід. Деякий час у Рівенделлі залишався жити Келеборн та сини Елронда. Лісові ельфи продовжували жити в Ерін-Ласгален (Ліс Великого Зеленолистя), однак Лоріен спорожнів і еланор більше не цвів у ньому. Леголас на чолі багатьох ельфів з королівства його батька оселились в Ітілієні і тривалий час жили в краї.
Гноми Еребору на чолі з Гімлі сином Глоіна оселяються у печерах Агларонд у Гельмовому Ярі, де засновують місто-державу. Вони відливають міфрілові ворота Мінас-Тіріту, замість зруйнованих під час штурму навесні 3019 р. Т. Е.
Хоч Возз'єднане королівство Арнору і Гондору процвітало ще довгі століття, проте нащадки нуменорців, що заснували його, повільно розчинялись серед менших народів і тривалість їх життя невпинно скорочувалась.
1 (1422 Л. Ш.) — початок нової епохи, але Літочислення Ширу залишилося без змін.
6 (1427) — Сема обрали мером Мічел Дельвінга. Перегрін одружився з Бріліаною з Глибокого Розпадку. Король Елесар видав едикт, що забороняв людям з'являтись у Ширі і оголосив край Вільною Землею під покровительством Скіпетру Півночі.
9 (1430) — у Перегріна народився син Фарамір.
10 (1431) — у Сема народилася дочка Златка.
11 (1432) — Меріадок Пишний стає Господарем Бекланду. Король Еомер та Еовін Ітілієнська надсилають йому багаті дари.
13 (1434) — Перегрін стає Таном. Король Елесар призначає Тана, Господаря Бекланду і Мера Радниками королівства Арнор. Сем вдруге обраний мером.
15 (1436) — Король Елесар приїжджає на північ і деякий час живе у відбудованому Аннумінасі на березі озера Ненуіал. Біля Брендідуінського мосту він зустрічається з друзями і дарує Семові Зорю Дунаданів, а Еланор стає фрейліною Королеви Арвен.
20 (1441) — Сем стає мером утретє.
21 (1442) — Сем, Розі та Еланор приїжджають до Гондору і деякий час живуть там.
22 (1448) — Сем стає мером учетверте.
30 (1451) — Еланор Прекрасна вийшла заміж за Фастреда з Травхольма у Західному Кромі.
31 (1452) — Велінням Короля Елесара Західний Кром відійшов до Ширу. Чимало гобітів переселяється туди.
33 (1454) — у Фастреда та Еланор народжується син Ельфстан Чудовий.
34 (1455) — Сем стає мером уп'яте. На його прохання Тан призначає Фастреда Сторожем Західного Крому. Фастред і Еланор оселяються у Недовишках на Вежових Пагорбах, де їх нащадки живуть багато поколінь.
41 (1462) — Сем стає мером ушосте.
42 (1463) — Фарамир Тук одружився зі Златкою, дочкою Сема.
48 (1469) — Сем стає мером усьоме і востаннє. У 55 (1476) році, на момент завершення служби йому 96 років.
61 (1482) — помирає Розі. 22 вересня Сем виїжджає з Бег-Енду. Він навідує Еланор і передає їй Багряну Книгу. Напевно від Еланор пішла легенда, що Сем пішов у Сірі Гавані, звідки останнім з Хранителів вирушив за Море.
63 (1484) — Король Еомер запрошує Меріадока до себе. Меррі виповнилось 102 роки, але він міцний як і раніше.
Вони з таном Перегріном передають справи синам і залишають Шир, щоб більше не повертатись. Тієї осені
Король Еомер помирає. Перегрін та Меріадок від'їжджають до Гондору, де мирно завершують свої дні. Вони поховані серед Володарів Гондору.
120 (1541) — Першого березня відійшов Король Елессар. Після його смерті Леголас у Ітілієні будує корабель і йде униз Андуїним і далі — за Море.
Говорять, що разом з ним пішов гном Гімлі. З їх відходом у Середзем'ї завершується історія Братства Персня.

## П'ята, Шоста і Сьома епохи
Епохи що настали вслід за Четвертою. Про їх хронологічні межі нічого невідомо, окрім зазначень Дж. Р. Р. Толкіна у листі до Рони Бір від 14 жовтня 1958 року:
```
Мені видається, що це розрив близько 6000 років, так що ми тепер у кінці П'ятої Епохи, якщо Епохи  були  приблизно тієї ж довжини як і Д. Е. та Т. Е. Але мені здається, що вони скорочувались, насправді ми зараз (у 1958 році) в кінці Шостої епохи або у Сьомій".
```